# 조르주 도리오
조르주 프레데릭 도리오(Georges Frédéric Doriot, 1899년 9월 24일 ~ 1987년 6월 2일)는 프랑스계 미국인 사업가이다. 군사, 학계, 사업과 교육 등 여러 분야에서 다양한 경력을 지녔다.
프랑스 출신 이민자인 도리오는 하버드 경영대학원에서 산업관리 교수를 지내다 제2차 세계 대전 동안 미국 육군에 임관하여 병참단에서 근무하며 준장으로 승진했다.
도리오는 1946년 세계 최초의 벤처 캐피탈 회사 중 하나로 평가받는 아메리칸 리서치 앤 디벨롭먼트 코퍼레이션(American Research and Development Corporation)을 설립하여 "벤처 캐피탈의 아버지"라는 별칭을 얻었다.
1957년, 그는 현재 세계에서 가장 명망 있는 비즈니스 스쿨 중 하나이며 국제적 다양성, 지속가능성에 대한 옹호와 기업가 정신으로 유명한 INSEAD를 설립했다.

## 어린 시절과 교육
도리오는 1899년 프랑스 파리에서 오귀스트 도리오와 베르트 카미유 베흘러 사이에서 태어났다. 그의 아버지는 초기 자동차 레이서, 엔지니어, 공장 관리자 및 D.F.P. 자동차 회사의 설립자였다. 1917년 프랑스 육군에 입대해 포병으로 복무했지만, 제1차 세계 대전 후 학업을 재개하여 1920년 파리 대학교를 졸업했다. 그는 1921년 하버드 경영대학원에서 MBA를 공부하기 위해 미국으로 이주했으나, 월스트리트에서 경력을 쌓기 위해 중퇴했다. 그러나 1926년 하버드에서 조교수로 복귀하여 승진했다.

## 군 복무
1940년, 도리오는 미국 시민권을 취득하여 전 학생이자 에드먼드 그레고리 소장이 새로 만든 군사 직책에 임명될 자격을 갖췄다. 그는 미국 육군의 군수군에서 중령으로 복무를 시작했으며, 이후 군사 계획 부서의 디렉터로 승진했다. 이 직책에서 그는 트럭, 유니폼, 식량 등 연합군을 지원하는 모든 물자 조달을 책임졌다. 그의 팀은 대규모 물류 문제를 해결하여 연합군이 전쟁에서 성공적으로 싸울 수 있도록 했다. 그는 결국 준장으로 승진했다. 이러한 공로로 그는 미국 육군 공로훈장(Distinguished Service Medal)을 수여받았으며, 대영제국 훈장 사령관과 프랑스 레지옹 도뇌르 훈장을 수여받았다.

## 하버드 경영대학원 교수
하버드 경영대학원의 교수로서, 조르주 도리오는 엄격하고 권위적인 강의 스타일로 유명했다. 그의 "제조업" 강의는 본질적으로 생산 과정을 다루었지만, 경영 전략과 관련된 다양한 주제를 포함했다. 그의 수업은 주로 강의 형식으로 진행되었으며, 학생들과의 토론은 거의 없었다. 이는 그가 규율과 장기 전략적 사고의 중요성을 믿었기 때문이다. 그는 비즈니스와 인생에서 성공을 위한 핵심 요소로 리더십과 인격 개발을 강조했다. 그의 강의는 1926년부터 1966년 정년 퇴임 때까지 진행되었으며, 많은 하버드 경영대학원의 유명 졸업생들을 배출했다. 그의 제자들 중에는 필립 콜드웰(포드 자동차), 존 디볼드(디볼드 그룹), 랄프 호글랜드(CVS), 댄 러프킨(도널드슨, 러프킨 & 젠렛), 제임스 D. 로빈슨 III(아메리칸 익스프레스) 등이 있다.

## INSEAD 설립
도리오는 1930년에 CPA – Centre de Perfectionnement aux Affaires를 설립하며 프랑스 교육에 기여하려는 초기 시도를 했다. 이는 2002년에 HEC 파리에 합병되었고, 이후 HEC 파리 경영학 석사(EMBA) 과정으로 재브랜딩되었다.
제2차 세계 대전 이후, 도리오는 두 번의 세계 대전에서의 경험을 바탕으로, 적대 국가들을 화합시키고 유럽에 지속적인 평화를 구축하려는 비전을 품었다. 그는 다양한 국가의 리더들이 함께 모여 경제를 재건하고 평화를 증진할 수 있는 비즈니스 스쿨을 구상했다. 그는 이러한 비전을 실현하기 위해 학교의 국적 제한과 강의 언어를 프랑스어, 영어, 독일어로 설정했다.
1955년, 도리오는 이 아이디어를 파리 상공회의소에 제안했으며, 회장인 장 마르쿠와 필립 데니스가 학교 설립을 위한 자금을 지원했다. 도리오의 비전은 당시 미국 대통령 드와이트 D. 아이젠하워의 지지를 받았으며, INSEAD는 1957년에 설립되었다. 첫 MBA 과정은 1959년 9월 12일 57명의 학생으로 시작되었다.

## ARDC와 벤처 캐피탈
1946년, 도리오는 하버드로 복귀했으며, 같은 해 American Research and Development Corporation(ARDC)을 설립했다. ARDC는 퇴역 군인들이 운영하는 기업에 민간 부문의 투자를 장려하기 위해 설립된 최초의 벤처 캐피탈 회사 중 하나로 평가받는다. ARDC는 디지털 이큅먼트 코퍼레이션(DEC)에 7만 달러를 투자했으며, 이는 이후 3,800만 달러의 가치를 창출하며 벤처 캐피탈의 첫 성공 사례로 기록되었다.

## 사망
도리오는 1987년 보스턴에서 폐암으로 사망했다.

## 유산
미국 육군 병사 시스템 센터의 도리오 기후 실험실은 그의 공로를 기리기 위해 1994년에 그의 이름을 따서 명명되었다. 또한 그의 이름을 딴 자본 학교(Doriot School of Capital)가 2020년 설립되었다.

## 참고 문헌
1. ↑  BG Georges F. Doriot. 미군 군수 재단. 2024년 8월 2일 확인.
2. ↑  “Wartime Innovation - Georges F. Doriot | Baker Library Historical Collections”. 《library.hbs.edu》. Harvard Business School. 2025년 4월 22일에 확인함.
3. ↑  Palin, Adam (2014년 1월 19일). “From business school to boardroom”. 《파이낸셜 타임스》.
4. ↑  “LinkedIn Top MBA 2024: The 100 best business schools to grow your career around the world”. 《www.linkedin.com》. 2025년 1월 1일에 확인함.
5. ↑  Ethier, Marc (2023년 12월 18일). “Poets&Quants’ MBA Program Of The Year For 2023: INSEAD”. 《Poets&Quants》. 2025년 1월 1일에 확인함.
6. ↑  “Top 100 colleges ranked by startup founders”. 2024년 8월 30일. 2025년 1월 1일에 확인함.
7. ↑  harvardgazette (2015년 2월 24일). “The talented Georges Doriot”. 《Harvard Gazette》. 2024년 9월 2일에 확인함.
8. ↑  “The Prophet of Start-Ups”. 《Harvard Business School Alumni》. 2008년 6월 1일. 2024년 9월 3일에 확인함.
9. ↑  Tunguz, Tomasz; Bien, Frank (2016). 《Winning with Data: Transform Your Culture, Empower Your People, and Shape the Future》. Hoboken, New Jersey: Wiley. 14쪽. ISBN 978-1-119-25723-3.
10. ↑  “The Matchmaker of the Modern Economy”. 《HBS Working Knowledge》. 2008년 4월 9일. 2024년 9월 3일에 확인함.
11. ↑  Barsoux, Jean-Louis (2000). 《INSEAD: From Intuition to Institution》. Macmillan. ISBN 978-0-333-80398-1.
12. ↑  “Our History”. INSEAD. 2014년 5월 19일에 확인함.
13. ↑  “Joseph W. Bartlett, "What Is Venture Capital?"”. 2008년 2월 28일에 원본 문서에서 보존된 문서. 2025년 1월 6일에 확인함.